# Aéroport international de Kertajati
Pour les articles homonymes, voir KJT (homonymie).

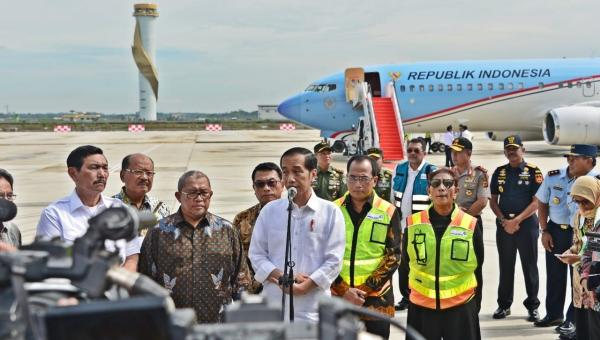
Le président Joko Widodo inaugurant Kertajati le 24 mai 2018

Lʼaéroport international de Kertajati (code IATA : KJT), également désigné par le nom dʼaéroport international de Java occidental, en indonésien Bandar Udara Internasional Jawa Barat ou BIJB, est un aéroport indonésien en cours d'achèvement dans le kecamatan de Kertajati, kabupaten de Majalengka, province de Java occidental. Il a été inauguré le 24 mai 2018 par le président Joko Widodo.

## Situation

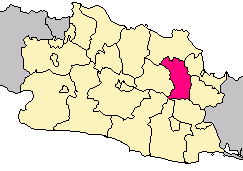
Emplacement du kabupaten de Majalengka dans la province de Java oriental

Kertajati est situé à 68 km à l'est de Bandung, la capitale provinciale. Construit sur un terrain de 1 800 ha, soit légèrement plus grand que celui de l'aéroport international Soekarno-Hatta de Jakarta, il aura une capacité initiale annuelle de 2,7 millions de passagers. À terme, il aura une capacité de 26 millions de passagers par an, ce qui en fera le 2ème aéroport du pays derrière Soekarno-Hatta.
Kertajati doit remplacer l'actuel aéroport aéroport international Husein Sastranegara, enclavé dans la ville de Bandung. Pour mémoire, Husein a accueilli 3,7 millions de passagers en 2016. Kertajati a également vocation à desservir la partie orientale de la province, ainsi que la partie occidentale de Java central. Il doit également soulager le trafic de Soekarno-Hatta, qui a dépassé les 63 millions de passagers en 2017.

Les 4 régions de développement de la province de Java oriental

Le bassin de Kertajati sera ainsi, outre la région de Majalengka, celle du Grand Bandung, celle de la ville portuaire de Cirebon ainsi que le sud-est de la province qui borde l'océan Indien.

## Histoire
Le projet a été lancé en 2009. L'actionnaire majoritaire est le gouvernement provincial de Java occidental. L'objectif du gouvernement indonésien est de créer un nouveau pôle d'activité autour de Kertajati. Une « aerotropole » doit ainsi être construite sur un terrain de 3 400 ha attenant à l'aéroport, qui devrait devenir un pôle de développement pour la partie orientale de la province, quelque peu délaissée par rapport à sa partie occidentale qui borde Jakarta. Le salaire minimum officiel est en effet de 1,66 million de rupiah (environ 100 € en 2018) à Majalengka, comparé à 3,09 millions à Bandung et 3,92 à Karawang qui jouxte Jakarta.

## Situation
| Banda Aceh Denpasar Pangkal · Pinang Tanjung · Pandan Djakarta-Soekarno-Hatta Bengkulu Solo Semarang Pangkalan · Bun Palangkaraya Sampit Palu Djakarta-Halim Perdanakusuma Samarinda Malang Surabaya Balikpapan Ende Kupang Komodo Gorontalo Jambi Bandar Lampung Ambon Tarakan Ternate Manado Gunung · Sitoli Medan Wamena Biak Merauke Timika Jayapura Pekanbaru Batam Tanjung · Pinang Bau-Bau Banjarmasin Makassar Palembang Bandung Pontianak Ketapang Bima Lombok Manokwari Sorong Padang Yogyakarta |

## Compagnies et destinations
| Compagnies        | Destinations |
| ----------------- | --- |
| Citilink          | Medan-Kualanamu, Surabaya-Juanda |
| Indonesia AirAsia | Surabaya-Juanda |
| Lion Air          | Balikpapan-Sultan-A.-M.-Sulaiman, Banjarmasin-Syamsudin Noor, Batam-Hang Nadim, Denpasar-Bali, Makassar-Sultan-Hasanuddin, Lombok, Medan-Kualanamu, Pekanbaru (Simpang Tiga), Pontianak (Supadio), Surabaya-Juanda, Yogyakarta En saison : Médine-Prince M. Bin Abdulaziz, |
| TransNusa         | Bandar Lampung-Radin-Inten-II |
| Wings Air         | Jakarta-Halim-Perdanakusuma, Yogyakarta |

Édité le 25/06/2019

## Accès
Kertajati est situé sur l'autoroute en construction Cileunyi - Sumedang - Dawuan qui reliera la région de Bandung à celle de Cirebon.